# Pietro Antonio Fiocco
Pietro Antonio Fiocco, także Pierre-Antoine Fiocco (ur. około 1650 w Wenecji, zm. 3 września 1714 w Brukseli) – belgijski kompozytor pochodzenia włoskiego.

## Życiorys
Około 1681 roku osiadł w Brukseli, gdzie w 1682 roku zawarł związek małżeński. W 1687 roku został kapelmistrzem na dworze książęcym, w 1703 roku został dyrektorem muzycznym kościoła Notre-Dame du Sablon. Od 1696 roku był wicekapelmistrzem, a od 1706 roku kapelmistrzem kapeli królewskiej. W 1694 roku założył własny teatr operowy, w którym wystawiał opery Jeana-Baptiste’a Lully’ego z własnymi prologami.
Wydał drukiem zbiór kompozycji Sacri concerti na 1-2 głosy (Antwerpia 1691). Ponadto był autorem mszy, motetów, arii.
Jego synowie Jean-Joseph i Joseph-Hector także zostali kompozytorami.